# 친일반민족행위 106인 명단
친일반민족행위 106인 명단(親日反民族行爲106人名單)은 2006년 12월 7일 대한민국의 대통령 소속 친일반민족행위진상규명위원회(반민규명위, 위원장 강만길)가 노무현 대통령과 국회에 보고한 일제강점기 초기 친일반민족행위 관련자 106명에 관한 명단이다. 

## 안내
- 이 명단은 반민규명위가 일제가 한반도를 강점하는 과정에서 적극 협력한 인물들에 역점을 두고 조사하여 친일반민족행위자로 확정한 사람들이다.
- 단, 지금까지 조사된 내용이라 하더라도 법적으로 이의신청기간이나 심의, 의결 과정 중에 있는 경우 누락되었다. 따라서 예를 들어 친일반민족행위자로서 이견이 거의 없는 을사오적의 경우에도 이 명단에는 포함되지 않은 사례도 있다. 이 경우 다음 연도 조사보고서에 수록될 예정이다.
- 조사 대상은 1904년 러일 전쟁 개전부터 1919년 3·1 운동 발발까지 시기의 활동이며, 정치 부문(매국, 수작, 중추원), 통치 기구 부문(관료, 사법, 군인, 경찰, 헌병), 경제·사회 부문(경제, 정치·사회단체, 종교), 학술·문화 부문(언론, 교육·학술, 문예)의 4개 부문, 13개 세부 분야로 구분된다.

## 명단

### 정치 부문 (43명)

#### 매국 (10명)
| - 고영희 (高永喜) - 권중현 (權重顯) - 박제순 (朴齊純) - 이근택 (李根澤) | - 이병무 (李秉武) - 이완용 (李完用) - 이재곤 (李載崑) | - 이재면 (李載冕, 흥친왕(興親王)) - 임선준 (任善準) - 조중응 (趙重應) |

#### 수작 (14명)
| - 김성근 (金聲根) - 김학진 (金鶴鎭) - 남정철 (南廷哲) - 민영소 (閔泳韶) - 민종묵 (閔種默) | - 윤웅렬 (尹雄烈) - 이건하 (李乾夏) - 이근명 (李根命) - 이봉의 (李鳳儀) - 이용원 (李容元) | - 이주영 (李胄榮) - 정낙용 (鄭洛鎔) - 정한조 (鄭漢朝) - 최석민 (崔錫敏) |

#### 습작 (1명)
| - 이범팔 (李範八) |

#### 중추원 (18명)
| - 강경희 (姜敬熙) - 권봉수 (權鳳洙) - 김명수 (金明秀) - 박경양 (朴慶陽) - 서회보 (徐晦輔) - 성하국 (成夏國) | - 송헌빈 (宋憲斌) - 엄태영 (嚴台永) - 오제영 (吳悌泳) - 이봉로 (李鳳魯) - 이재정 (李在正) - 이준상 (李濬相) | - 정인흥 (鄭寅興) - 조원성 (趙源誠) - 조재영 (趙在榮) - 최상돈 (崔相敦) - 홍승목 (洪承穆) - 홍재하 (洪在夏) |

### 통치 기구 부문 (14명)

#### 관료 (2명)
| - 계응규 (桂膺奎) | - 최병혁 (崔丙赫) |  |

#### 사법 (4명)
| - 김낙헌 (金洛憲) - 신재영 (申載永) | - 유동작 (柳東作) | - 홍종억 (洪鍾檍) |

#### 군인 (1명)
- 이희두 (李熙斗)

#### 경찰 (4명)
| - 백성수 (白聖洙) - 신상호 (申相鎬) | - 최진태 (崔鎭泰) | - 최기남 (崔基南) |

#### 헌병 (3명)
| - 강병일 (姜炳一) | - 김성규 (金聖奎) | - 박요섭 (朴堯燮) |

### 경제·사회 부문 (44명)

#### 경제 (6명)
| - 김시현 (金時鉉) - 백남신 (白南信) | - 백완혁 (白完爀) - 백인기 (白寅基) | - 정치국 (丁致國) - 조진태 (趙鎭泰) |

#### 정치·사회 단체 (32명)
| - 김규창 (金奎昌) - 김사영 (金士永) - 김재룡 (金在龍) - 김정국 (金鼎國) - 김준모 (金浚模) - 김진태 (金振泰) - 김택현 (金澤鉉) - 박지양 (朴之陽) - 백낙원 (白樂元) - 서창보 (徐彰輔) - 신태항 (申泰恒) | - 안태준 (安泰俊) - 양재익 (梁在翼) - 원세기 (元世基) - 유학주 (兪鶴柱) - 윤정식 (尹定植) - 이범찬 (李範贊) - 이범철 (李範喆) - 이용구 (李容九) - 이종춘 (李鐘春) - 이학재 (李學宰) - 장재훈 (張東煥) | - 조덕하 (趙悳夏) - 조인성 (趙寅星) - 최운섭 (崔雲燮) - 한경원 (韓景源) - 한교연 (韓敎淵) - 한국정 (韓國正) - 한남규 (韓南奎) - 한창회 (韓昌會) - 홍긍섭 (洪肯燮) - 홍윤조 (洪允祖) |

#### 종교 (6명)

##### 유교 (2명)
| - 박치상 (朴稚祥) | - 이인직 (李人稙) |  |

##### 불교 (1명)
| - 김용곡 (金龍谷) |

##### 기독교 (개신교·천주교, 1명)
| - 유일선 (柳一宣) |

##### 기타 (2명)
| - 김재순 (金在珣) | - 이준용 (李埈鎔) |  |

### 학술·문화 부문 (5명)

#### 언론 (4명)
| - 변일 (卞一) - 선우일 (鮮于日) | - 신광희 (申光熙) | - 최영년 (崔永年) |

#### 학술 (1명)
- 정운복 (鄭雲復)

## 같이 보기
- 대한민국 정부 발표 친일반민족행위자 명단
- 친일반민족행위 195인 명단
- 친일반민족행위 705인 명단
- 대한민국 정부 발표 친일반민족행위자 명단 - 정치
- 대한민국 정부 발표 친일반민족행위자 명단 - 통치 기구
- 대한민국 정부 발표 친일반민족행위자 명단 - 경제·사회
- 대한민국 정부 발표 친일반민족행위자 명단 - 문화
- 대한민국 정부 발표 친일반민족행위자 명단 - 해외

## 참고 문헌 및 링크
- 연합뉴스 유덕영, 이완용 등 친일 반민족 행위자 106명 명단 발표